# Chironomus fujisecundus
Chironomus fujisecundus är en tvåvingeart som beskrevs av Sasa 1985. Chironomus fujisecundus ingår i släktet Chironomus och familjen fjädermyggor. Inga underarter finns listade i Catalogue of Life.